# Úri klubok

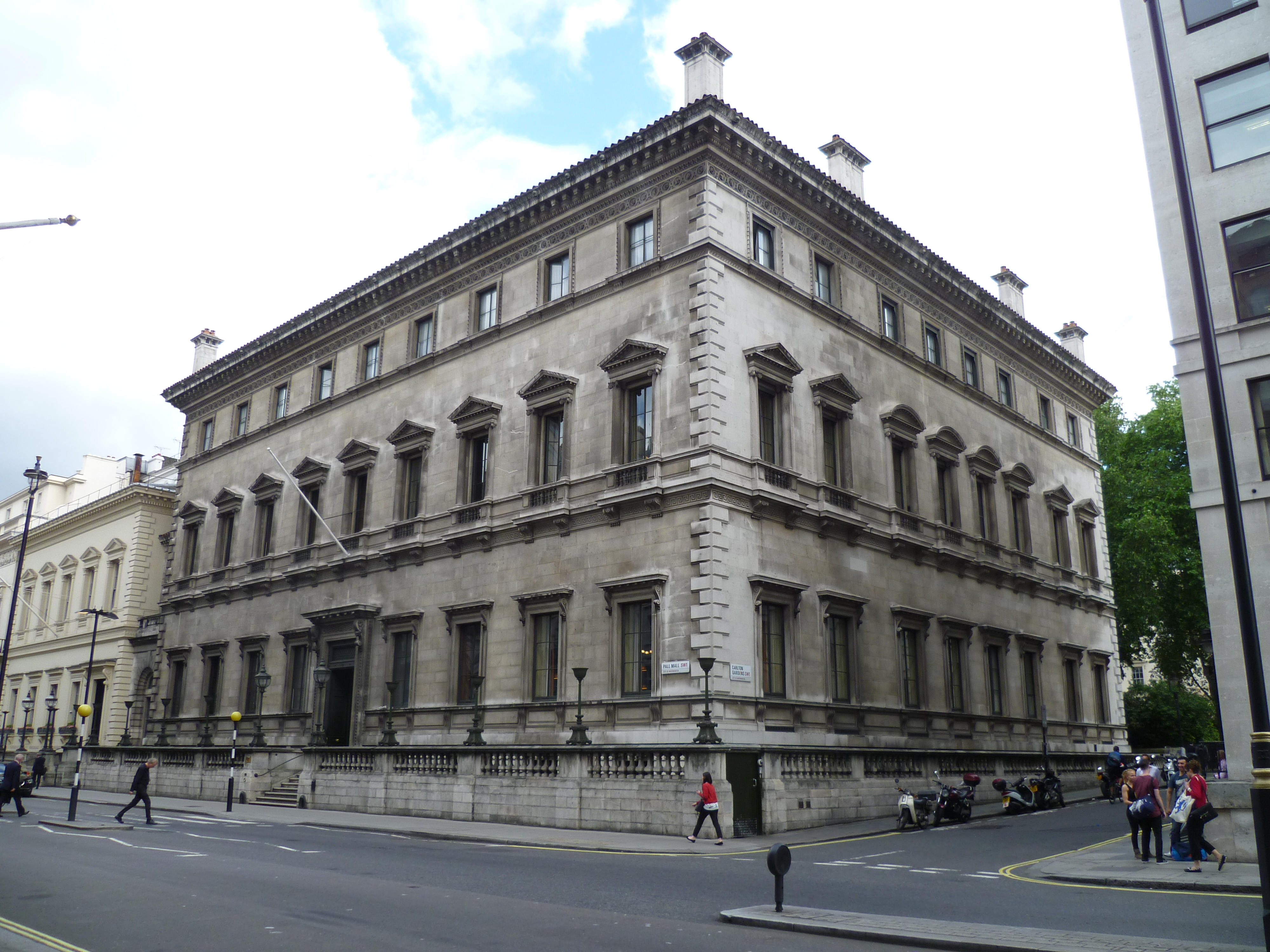
Az egyik legismertebb brit klub, a XIX. század elején alapított Reform Klub patinás épülete a londoni Pall Mall-en.

Az úri klubok vagy hagyományos úriklubok olyan egyesületek, amelyeket eredetileg a brit felsőbb osztályokhoz tartozó férfiak alapítottak a XVIII. és az azt követő évszázadokban.
Az egyes klubok a tagok hivatása, foglalkozása, iskolázottsága, érdeklődési köre, politikai nézetei, kedvenc időtöltése, szenvedélyei (beleértve a különféle szerencsejátékokat) szerint szakosodtak.
Magyarországon hagyományosan a londoni Pall Mall-t tartják a klubok utcájának, de a londoniak inkább a Pall Mall folytatásának tekinthető, merőlegesen folytatódó St James utcát (St James's Street) és környékét (beleértve a Pall Mall-t is) szokták megnevezni mint klubnegyedet (Clubland). Sok klub található még a  St Jamesre merőleges Piccadillyn (a Piccadilly úton) is, illetve néhány klub a Pall Mall-hez közelebb eső St James téren (St James's Square) van (a Pall Mall és a Piccadilly között).

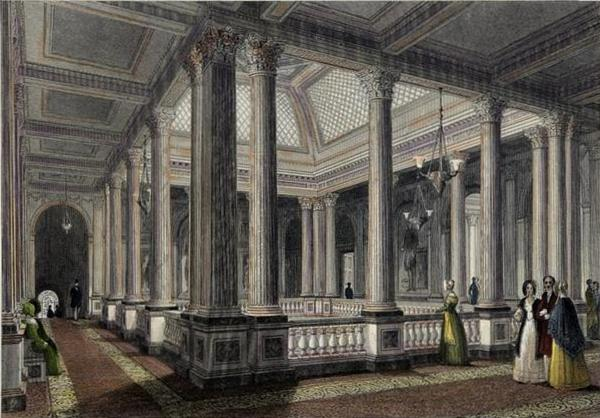
A Reform Klub.

A többi klub viszont elszórtan London különböző kerületeiben található. A Brook Street-en öt, a Dover Street-en további öt, a Savile Row-n három, ...
Az úri klubok többnyire patinás hangulatukat őrző, kényelmesen berendezett impozáns régi épületekben működnek. A modern berendezésű Lansdowne Club ritka kivétel.
Általában ebédlő, bár, könyvtár, biliárdszoba és egy vagy több szalon található olvasáshoz, játékhoz illetve a társasági élet céljára. Számos klubban vendégszobák és fitnesz lehetőségek is rendelkezésre állnak.
Egyes kluboknak nincs saját klubháza, hanem más klubokkal közösen használnak helységeket.
A klubok bejáratánál – talán a kíváncsiskodók távoltartása miatt – általában nincs névtábla elhelyezve. Ennek egyik tréfás következménye, hogy a Tengerészeti és Katonai Klubot (Naval and Military Club) a kocsibejáratoknál a szokásos módon eligazító feliratok alapján „The In & Out”-ként emlegetik. Az épületek másik jellegzetessége, hogy a földszinti részen nincsenek üzlethelyiségek amik ezeken a környékeken a lakóházaknál Londonban is jellemző.
Nagy-Britannián kívül is vannak kiváló úri klubok elsősorban a Brit Birodalom egykori társult országaiban. Különösen India, Pakisztán és Banglades honosította meg ezt az intézményt, és alakult ki virágzó klubélet ezekben az országokban is. Számos klub működik továbbá az Egyesült Államok nagyobb városaiban.
Európa más tájain (de a briteknél is) bizonyos szempontból konkurens intézmények voltak a kávéházak, azonban a korabeli vélekedés szerint ezek minősége és az ebből eredő árszintbeli különbségek nem szűrték meg kellően a vendégkört. Továbbá a magánházaknál baráti körök összejövetelei, a szalonok, a játékkaszinók.
Franciaországban eredetileg a kluboknak nevezett intézmények a politikához kötődtek, de ezek jóval szerényebb környezetben működtek mint a briteké (Jakobinus Klub, Cordelier Klub, stb.). A szerencsejáték területén működő hasonló intézményeket inkább kaszinónak nevezték. Az egyéb kulturális és politikai összejöveteleknek otthont adó szalonok rendszerint előkelő magánházaknál voltak.
Magyarországon a brit úri klubokhoz hasonló intézményeket általában inkább kaszinóknak nevezték de használták a klub kifejezést is. (tiszti kaszinó – tiszti klub) Az elnevezésben sem voltak megkülönböztetve a főként szerencsejáték célú kaszinóktól, mint a Stefánia-úti Park Klub, a Margitszigeti Kaszinó.
„Az Országos Tiszti Tudományos és Kaszinó Egyesület eddig egyedül a Váci-utcában lévő székháza révén nyújtott szórakozási lehetőséget tagjainak. Régi kívánság és törekvés volt a meglévő keretet oly intézménnyel kibővíteni, mely különösen a nyári hónapokban a sportolással egybekötött üdülést és szórakozást is ki tudja elégíteni.”
A hagyományos brit úri klubokhoz hasonló volt például az Országos Kaszinó vagy a Nemzeti Kaszinó.
„A' Casinó nemes maga viseletű embereknek kellemetes társalkodás végett való Egyesülete, mellyben azok tudományos és legfőképpen gazdasági s kereskedési tárgyakról beszélgetnek, vagy hasznosabb könyveket és Újságokat olvasnak.”
A középosztály hasonló igényeik kielégítésére egyleteket, társas köröket alapítottak. Emellett Magyarországon a kávéházaknak is nagy hagyományai voltak. Rengeteg színvonalas kávéház működött.

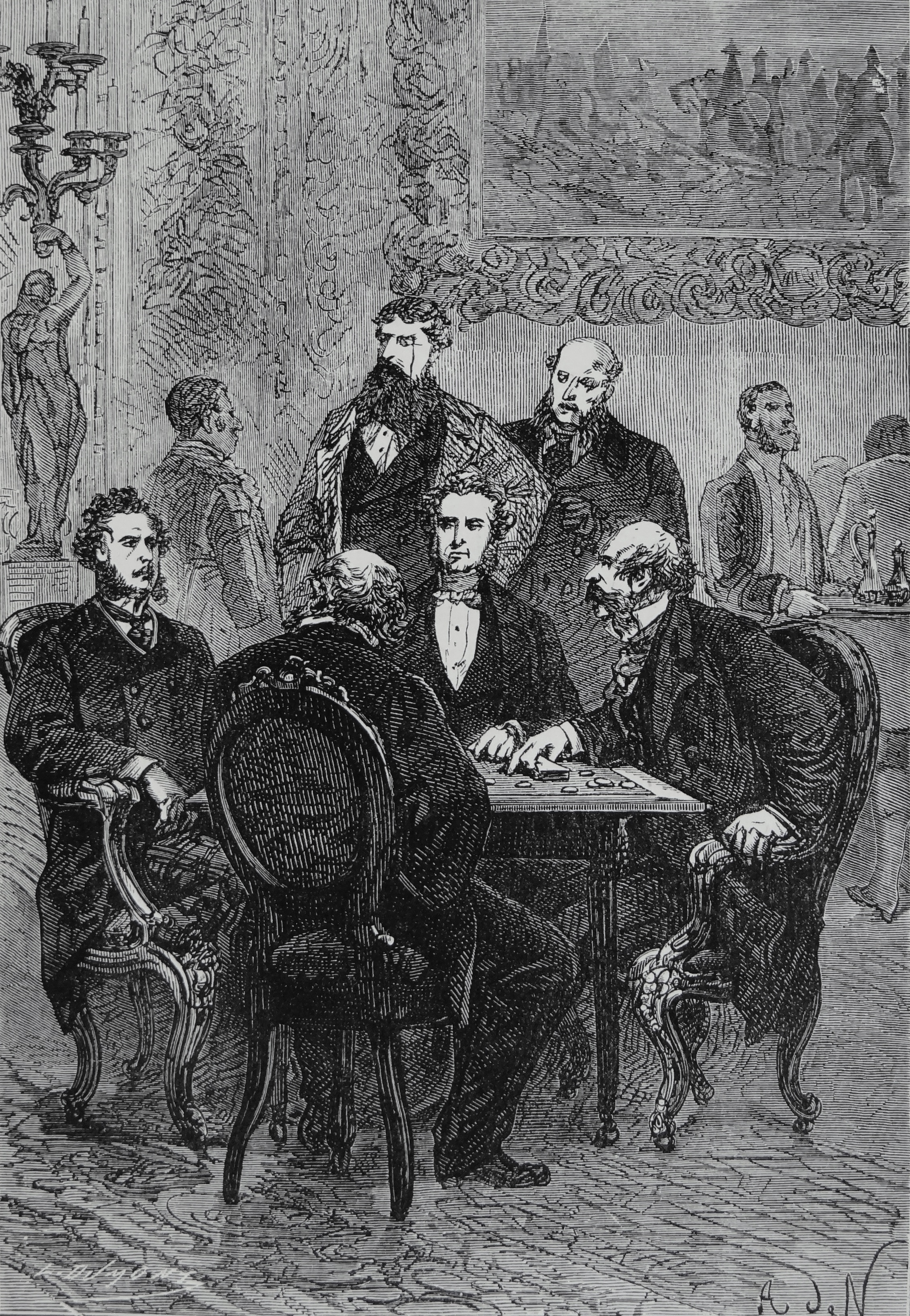
A Reform Klub a Verne-regény illusztrációjában.

A kontinensen elsősorban az angol irodalomból ismerték meg a brit úri klubok világát John Galsworthy A Forsyte-Saga című regényéből inkább színéről, P. G. Wodehouse és Sir Arthur Conan Doyle műveiből inkább fonákjáról, bár köztudomású volt, hogy ezek képzeletbeli klubok.
Emlékezetes viszont a valóban létező Reform Klub ábrázolása Jules Verne Nyolcvan nap alatt a Föld körül című regényében. Vagy a Bosszúállók (1998) című filmből a szintén létező Boodle's.

## Előzmények

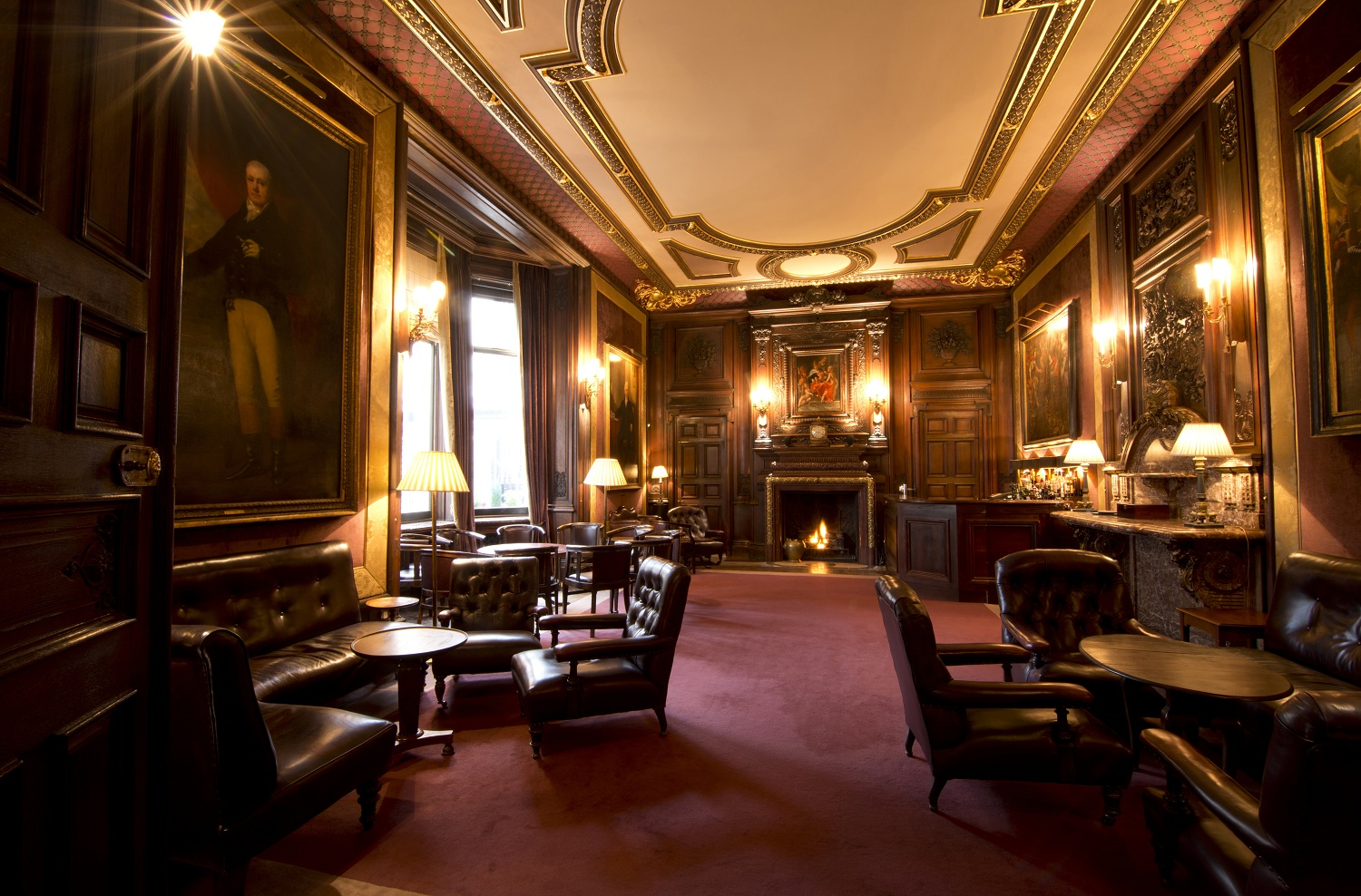
A Savile Club bárja, London, Brook Street 69.

Az első klubokat London West End részében alapították. Manapság a St James's Street környékét  nevezik leginkább „klubnegyednek”. A klubok átvették a XVIII. századi londoni kávéházak által betöltött szerep bizonyos elemeit, és legnagyobb népszerűségüket a XIX. század végén érték el. Az első klubok, mint például a White's, a Brooks's vagy a Boodle's igencsak arisztokratikusak voltak, és a szerencsejátékhoz teremtettek olyan környezetet, amely illegális volt a kizárólag tagok számára létrehozott intézményeken kívül.

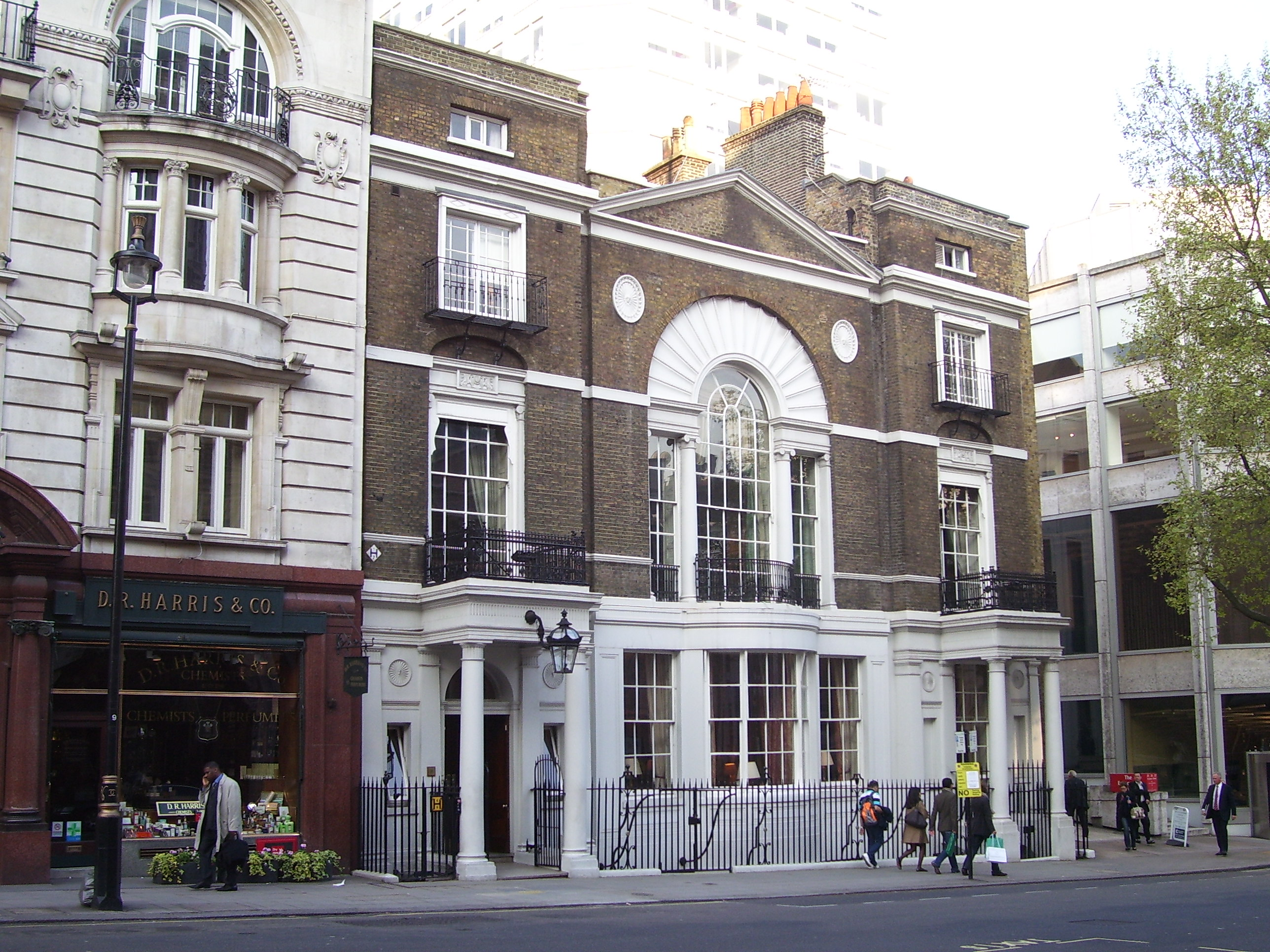
A Boodle's Club épülete, London, St James's Street 28.

A XIX. században robbanásszerűen növekedett a klubok száma és népszerűsége különösen az 1880-as évek körül. Fénykorukban Londonban több mint 400 klub működött. Ez a növekedés nagyrészt azzal magyarázható, hogy az 1832-es, 1867-es és 1885-ös választási reformtörvények következtében a választójoggal rendelkező férfiak száma nagy mértékben megnőtt, mindegyik következtében újabb több százezer férfi lett szavazásra jogosult. Sokan érezték úgy, hogy ezzel úriember rangra emelkedtek, így klubot kerestek maguknak. A meglévő klubok azonban a taglétszámot szigorúan korlátozták így hosszú várakozási listák voltak, és általában is óvatosak voltak az ilyen újonnan jelentkező tagokkal, ezért ezek a férfiak elkezdtek saját klubokat alapítani. A három nagy reformtörvény így mind a klubok számának további növekedésével járt egészen az általános választójog 1918-as bevezetéséig. Ezek közül az új, befogadóbb klubok közül sok később ugyanolyan nehézségeket támasztott az új jelentkezőknek, mint a korábbiak.
A Club Life in London (’A londoni klubélet’) című 1866-os könyv így kezdődik: „A klub az általánosan elfogadott meghatározás szerint az emberek társas természetének, társadalomalkotó hajlamának egyik legalapvetőbb megnyilvánulása.”
Az egyre növekvő számú klubok a tagok érdeklődési körét tükrözi a politika, az irodalom, a sport, a művészetek, az autók és az utazás, egyes országok vagy egyéb témák iránt. Más esetekben a tagok közötti kapcsolat a fegyveres erők ugyanazon ágához vagy ugyanahhoz az iskolához, egyetemhez való kötődés volt. A klubok számának a bővülésével így az is megfigyelhető, hogy mit tekintettek akkoriban annyira fontosnak, amire klubot lehet alapítani.
A XIX. század végén minden úriember találhatott klubot, amely hajlandó volt befogadni, feltéve hogy a személye valamilyen módon nem volt mégis kifogásolható, nem volt „klubképtelen” (ezt a kifejezést Samuel Johnson használta először). Az angol úri társadalom újonnan kibővült fogalmába ekkor már olyan szakemberek is beletartoztak, akik keresőfoglalkozást folytattak, mint például az orvosok vagy az ügyvédek.
A legtöbb úriembernek csak egy klubja volt, amelynek irányultsága megfelelt a legfőbb érdeklődési körének illetve amit a legfontosabb jellemzőjének tekintett, de sokan több klubnak is tagjai voltak, főként az arisztokraták és a politikusok. A szóbeszéd szerint a legtöbb klubtagsággal Lord Mountbatten rendelkezett, aki az 1960-as években tizenkilenc klub tagja volt.

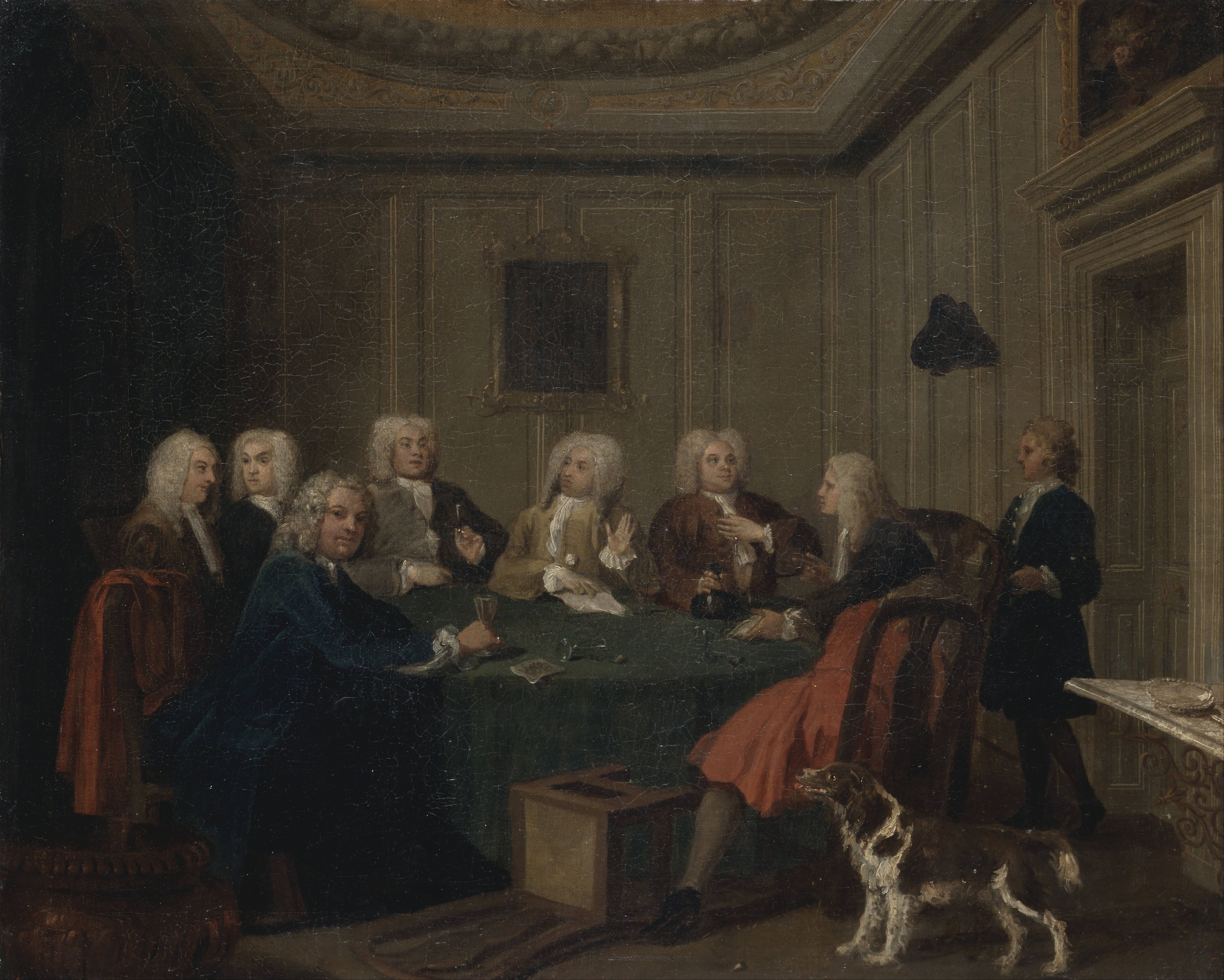
Joseph Highmore Úri klub (A Club of Gentlemen) című festménye (1730 körül)

A nyilvános, nagyközönség számára nyújtott szórakoztató programok, mint például a zenei előadások és hasonlók nem voltak jellemzők az úri klubokra, amelyek inkább „második otthonok” voltak London központjában, ahol a férfiak kikapcsolódhattak, találkozhatnak barátaikkal, különféle társasjátékokat játszhatnak, étkezhetnek, és néhány klubban akár az éjszakát is ott tölthették. A gyarmatokra kiköltözött, külföldön élő britek amikor Angliában tartózkodnak, bázisként használhatják klubjukat, mint például a East India Club (Kelet-India Klub) vagy az Oriental Club (Keleti Klub). Lehetővé tették, hogy a szerényebb jövedelemmel rendelkező felső- és felsőközéposztálybeli férfiak is kényelmes és esztétikus környezetben töltsék szabadidejüket. A gazdagabb klubok épületeit ugyanazok az építészek építették, mint a korszak legszebb vidéki házait, és hasonlóan kialakított és díszített belső terekkel rendelkeztek. Kellemes elvonulási lehetőséget biztosítottak azoknak a férfiaknak, akik ki akartak szakadni a női környezetből „a különálló szférák ideológiájának megfelelően, amely szerint a férfiak terepe a nyilvánosság, a nők területe pedig az otthon”.  Sok ember élete nagy részét a klubjában töltötte, és gyakori volt, hogy a friss diplomás férfiak, akik Londonba költöztek, pár évig a klubjukban éltek, mielőtt megengedhették maguknak, hogy házat vagy lakás béreljenek.
Az úriklubok olyan helyek voltak, amelyek arra szolgáltak, hogy a klubtagok kikapcsolódhassanak, barátságokat köthessenek illetve ápolhassanak. A XIX. és XX. században a klubok az elithez tartozó férfiak életének központi részét képezték. Mindent biztosítottak, amivel egy megfelelő otthon is rendelkezne. Klubokat hoztak létre és alakítottak ki az emberek kényelmes otthonnal kapcsolatos igényeik kielégítésére. Olyan helyek voltak, amelyek enyhítették a stresszt, feledtették a gondokat, biztosították az érzelmi és gyakorlati igények kielégítését olyan helyiségekkel, mint például az ebédlő, bárhelység, könyvtár, dolgozószoba, szórakoztató- és játéktermek, hálók, fürdőszobák és mosdók. Sok szempontból hasonlítottak a szokásos otthonokra. A kluboknak külön személyzeti bejáratuk volt a szobalányok és az egyéb kisegítő személyzet számára, amelyek általában az épületnek a kevésbé szem előtt lévő oldalán helyezkedtek el. Számos klubnak volt hosszú várólistája, néhányuk esetén akár tizenhat évig is várni kellett amíg valaki taggá válhatott. Az úri klubnak nincs egységes meghatározása. Az egyes klubok néha csupán egészen kis mértékben de különböztek egymástól.
A klubok a XIX. században azokban az időben jöttek létre, amikor a családot az emberek életének legfontosabb elemének tekintették. Az otthon a férfiak tulajdona volt, így olyanoknak kellett volna lenniük, amelyek messzemenően kielégítik az igényeiket. De az elithez tartozó férfiak esetében ez általában nem így volt; nem biztosított magánéletet és kényelmet. Ennek magyarázata az lehet, hogy az elithez tartozó családok otthonában gyakran fogadtak vendégeket vacsorákra, hivatalos teákra, estélyekre, fogadásokra. Életük így a nyilvánosság előtt zajlott, és eseményeit a helyi újságokban tárgyalták néha egészen részletekbe menően. A klub jelentette az elvonulási lehetőséget ebből az otthoni világból. Egy másik magyarázat szerint a férfiak olyan kizárólagosan férfi környezetben nőttek fel, nevelkedtek, mint az iskolák, a sport világa, stb., és kényelmetlenül érezték magukat, amikor felnőttként a családjukban nőkkel kellett megosztaniuk életüket. Egy úri klub menekülést kínált mindebből.

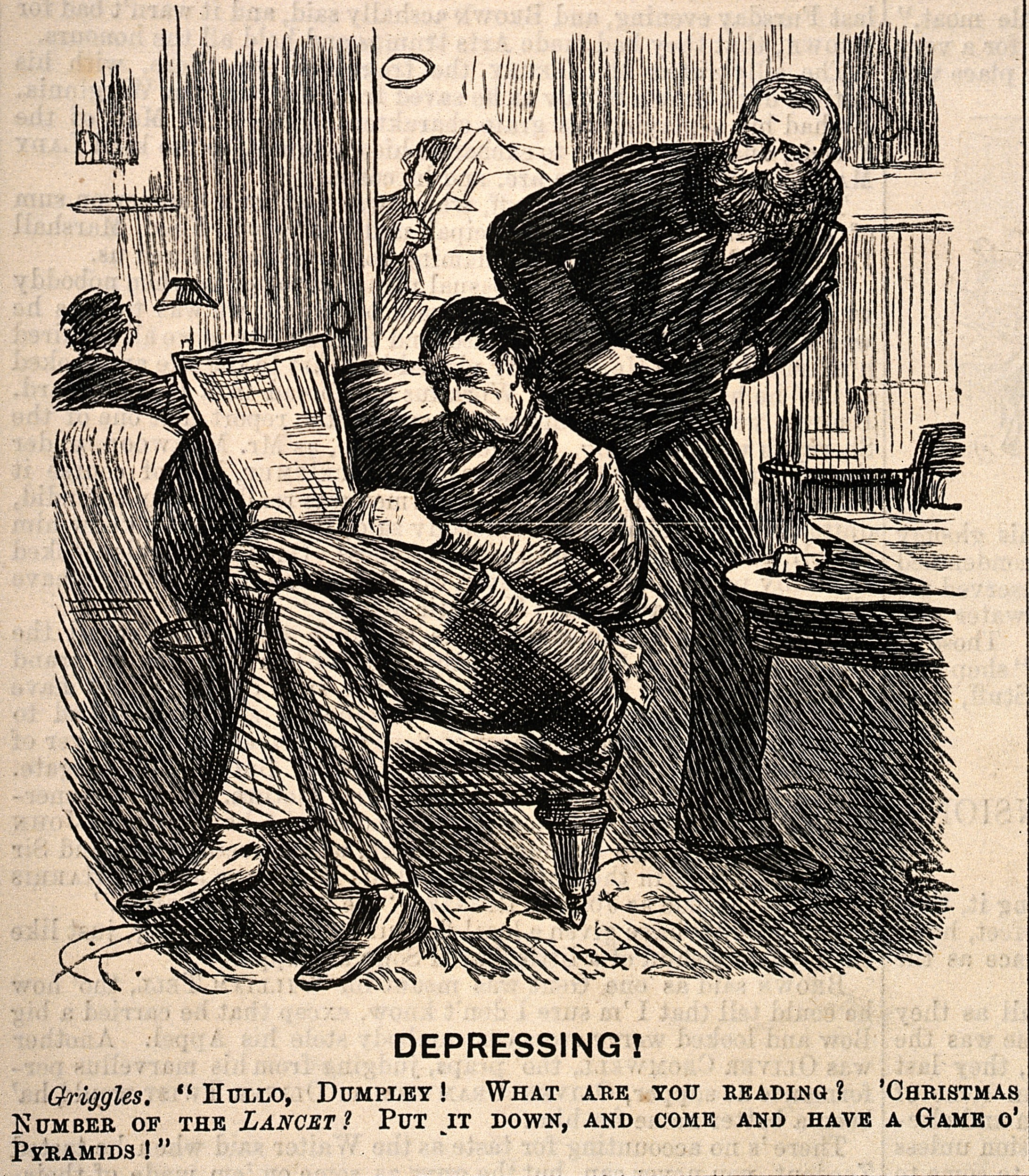
Jelenet egy úri klubban: Charles Keene 1883-os rajza.

Az úriklubok a hírek, szóbeszédek terjedésének színterei is voltak. A klubokat úgy alakították ki, hogy a tagok társaloghassanak és híreket oszthassanak meg egymással. A társalgás révén olyan kötelékek jöttek létre, amelyek megerősítették a társadalmi és nemi határokat. Elősegítették az adott személy identitásának megerősítését mind a közösségében, mind a társadalom egészében. Gyakran eszközként használták fel a társadalmi ranglétrán való feljebb emelkedéshez. Nyilvánvalóvá vált, hogy valaki rendelkezik bizonyos információval, mások viszont nem. Eszköz volt továbbá a férfiasság demonstrálására és megalapozott bizonyos nemi szerepeket is. Az emberek történeteket és vicceket meséltek. Azok a helyek és idők, amelyet egy adott személy választott arra hogy történeteket meséljen, hogyan válogatta meg és osztotta meg az információkat, megmutatták viselkedését és diszkrécióját általában. A klubok olyan helyek voltak, ahol a férfiak szabadon társaloghattak. Ez olyan eszköz volt, amely gyakorlati eredményekhez is vezettek a külvilágban. A klubok természetesen az életnek ezt a területét is szabályozták. Ezek a szabályok biztosították megfelelő mértékben a tagok magánéletét és annak bizalmasságát. A klubok úgy szabályozták a társalgásnak ezt a formáját, hogy elfogadható módon és keretek között maradjon.
A nők a tizenkilencedik század végén kezdtek saját klubokat alapítani, mint például a Ladies' Institute (Hölgyek Intézete) és a Ladies' Athenaeum. Abban az időben nagyon népszerűnek bizonyultak, de csak egy londoni székhelyű női klub, a The University Women's Club maradt fenn a mai napig a szigorúan csak női klubok közül.
Az 1950-es évekig a klubokat a vendégek számára nyitott helyiségekben is szigorúan szabályozták. A legtöbb klubban csak egy olyan terem volt, ahol a tagok vacsorázhattak és szórakoztathatták a vendégeiket; gyakran feltételezték, hogy az egész társadalmi körnek ugyanabban a klubban kell lennie. Harold Macmillanról mondták, hogy „menedékre lelt a West End klubjaiban ...: a Pratt's, az Athenaeum, a Buck's, a Guards, a Beefsteak, a Turf és a Carlton Klubban.
A XIX. és XX. században az osztálykövetelmények fokozatosan enyhültek. Az 1970-es évektől kezdve néhány férfi klub – részben a taglétszám fenntartása érdekében – megnyílt a hölgyek számára vendégként és tagként is.

## Otthonosság
Habár az úriklubokat eredetileg a férfiak számára alapították, létrejöttükben és fennmaradásukban az otthonosság kulcsfontosságú volt. A valóságos nembéli arányokat teljesen felborítva a klub „egynemű otthonként” fogható fel. Az Oszmán Birodalom csak férfiak számára nyitott kávéházaihoz hasonlóan a klubok otthonok voltak távol az valódi otthontól. Alternatív, versengő hely volt a valódi otthonokkal abban is, hogy a klubokat hasonló szempontok szerint rendezték be mint a valódi otthonokat. Ezeknek a kluboknak legnagyobb vonzerejük a sajátos, jellemzően exkluzív jellegük volt. Kilépési lehetőséget adott a sztoikus úriemberektől elvárt szoros, korlátozott szerepből. Az otthonhoz hasonlóan a férfiak lehetőséget kaptak olyan tevékenységek és magatartásformák űzésére, amelyekre „közösségorientált” életük során általában nem volt lehetőségük.
Azoknak a férfiaknak, akik a klubban élték le életüket, azok számára a valódi saját otthon elveszítette bázis jellegét. A tagok ezt a címet adták meg a hivatalos levelezésükben, iratokhoz, kapcsolattartáshoz, találkozókhoz. A klub személyzete gondoskodott a formális vagy kötetlen étkezésről, aminél figyelembe vették a tagok egyéni igényeit is. A klubon belül külön tereket jelölték ki ezekre a különféle funkciókra, és a vendéglátás így jóval könnyebben szabályozható volt, mint otthon. A tagok társadalmi státuszát a klubjuk presztízse adta, de klubon belül a határvonalak elmosódtak. A prominens vendégeket vacsorára vagy pihenésre is meg lehetett hívni. A klub személyzete figyelemmel kísérte ezeknek a vendégeknek az érkezését, és mint a tag alkalmazottai tekintettel lehettek az egyéni igényekre is. Így az ilyen fontos eseményeknél a klub gazdagsága és jelentősége, valamint kényelmi lehetőségei mutatkoztak meg az egyes tagok esetleg szerényebb vagyoni helyzete és szerényebben berendezett otthonuk helyett.
Az angol klubokban ezt a bensőségességet különösen hangsúlyozták. Ezek a klubok, elsősorban Londonban, általában nagyon „csendesek” voltak, és tagjai nagyon illedelmesen viselkedtek. A klub ezzel is az otthon nyugodt hangulatát árasztotta. Ezenkívül a személyzetnek feladata volt a klub magánjellegének megőrzése, és igyekeztek korlátozni a külvilágból érkező hírek terjedését. A klubot semmilyen körülmények között sem nyomaszthatták vagy érinthették túlságosan a valóság gondjai. Akár „az utcáról, a bíróságokról, a parlamentből vagy a tőzsdéről”, a munka világának zűrzavara időlegesen kívül rekedt. A fiatal agglegényeket és más tagokat sok szempontból megvédték a társadalom valódi problémáitól, különösen a nőkkel kapcsolatosaktól. Bár határozottan menekülés volt, de nem az otthonosság elől. Kielégítették a férfiak otthonnal kapcsolatos igényeit, de ez inkább csak átmeneti jellegű, egyfajta alternatív valóság.
A klubon belüli mobilitás lehetősége ellenére a titoktartás és a kizárólagosság támogatta a patriarchális tekintélyt. A női hangok és a merev intézményi struktúrák hiányával a tagok megteremtették a belső stabilitást. A klubba történő felvételhez a tagok jóváhagyása és tagsági díj fizetése szükségeltetett. Így egy klub osztálytól függött és fordítva. Robert Morris történész szerint a klubokat „tekintsük a kapitalizmus hatalmi kapcsolatrendszere részeinek amik elengedhetetlenek a társadalmi elit dominanciája folytonosságának fenntartásához”.